# هیولا (فیلم ۲۰۱۹)
هیولا (به هندی: Asuran) یا دیو (به انگلیسی: Demon) فیلمی هندی محصول سال ۲۰۱۹ و به کارگردانی وتریماران است. در این فیلم بازیگرانی همچون دنوش، مانجو واریر، کاروناس، تیجی آروناسلام و پراکاش راج ایفای نقش کرده‌اند.